# Fabiola
Fabiola – imię żeńskie pochodzenia łacińskiego, pierwotnie zdrobniała forma imienia Fabia.
Patronką tego imienia jest św. Fabiola, matrona rzymska, wdowa (IV wiek).
W styczniu 2024 w rejestrze PESEL wśród publicznie dostępnych danych wykazano 253 kobiety o imieniu Fabiola nadanym jako imię pierwsze oraz 122 kobiety noszące imię Fabiola jako imię drugie. Dla porównania, najczęściej nadane imię żeńskie – Anna – nosi 1072616 osób.
Fabiola imieniny obchodzi 27 grudnia, 29 grudnia.

## Imię Fabiola w innych językach
- łacina – Fabiola[10]
- angielski – Fabiola[10]
- białoruski – Faviola, Fabiola[11]
- litewski – Fabiola, Fabijolė[12]
- rosyjski – Faviola[9]
- włoski – Fabiola[10][12].

## Osoby noszące imię Fabiola
- Fabiola de Mora – królowa belgijska
- Fabiola Zuluaga – tenisistka kolumbijska
- Święta Fabiola – święta Kościoła katolickiego.